# Feixanc del Gavatx
El Feixanc del Gavatx és un feixà acinglerat en el seu extrem sud-oriental del terme municipal de Conca de Dalt, al Pallars Jussà, en el territori de l'antic terme d'Hortoneda de la Conca, en territori de l'antic poble de Perauba.
Està situat a l'esquerra del barranc del Vinyal, al nord-oest dels Masos de la Coma, al sud-oest de la Torre de Senyús.